# スネークモータース
スネークモータース（SNAKE MOTORS ）は、所ジョージがプロデュースする「世田谷ベース」から生まれた仮想会社。 また、その製品を市販化したオートバイのブランド。

## 概要
主力となるK-16シリーズは、番組企画により制作された「KITANO SPECIAL」をベースに量産化された。市販車は、千葉県船橋市に本社を置く合同会社GENEFICが販売する。エンジン、フレームなど部品の大半は海外工場で製造されるが、最終組立は日本国内で行われる。キットバイクの部類ではあるが、いずれも保安基準に適合しており、公道の走行が可能である。
現在は生産はされておらず、合同会社GENEFICとの連絡が取れない為、公式サイトから部品の購入は出来なくなってしまっている。

## 車種

### K-16
「KITANO SPECIAL」をベースに作られたシリーズ。エンジンは原付一種の49ccと原付二種の124cc。デザインやコンセプトの違いにより「KITANO REPLICA」「TOKORO-VER」「SPORTS」「TEKE TEKE」の4つのバリエーションがある。

### 77
223cc単気筒エンジンを搭載するフルカウリングのレトロカフェレーサー。